# Szabó József (római katolikus püspök)
Szabó József (Mezőkomárom, 1805. március 17. – Esztergom, 1884. április 27.) teológiai doktor, fölszentelt püspök.

## Élete
Mezőkomáromban született, az odavaló plébános Vajky György (aki mellett atyja sekrestyés volt) segélyével Veszprémben végezte középiskolai tanulmányait. 1823-ban fölvétetett az esztergomi főegyházmegye papnövendékeinek sorába, és miután befejezte Nagyszombatban a bölcseleti, a bécsi Pázmáneumban pedig hittudományi tanulmányait, 1830. szeptember 30-án fölszenteltetett. Segédlelkész volt Marcaliban, 1831-ben Szőgyénben, 1834-ben Udvardon, majd Karancsságon és 1836-ben ismét Szölgyénben. 1841-től 1854-ig teológiai tanár volt Nagyszombatban, 1854-ben hercegprímási irodaigazgatóvá, 1854. szeptember 10-én címzetes, 1858. augusztus 7-én pedig valóságos esztergomi kanonokká neveztetett ki. 1859-ben pápai prelátus, 1860. augusztus 26-án biersi címzetes apát lett és augusztus 31-én a Lipót-rend kiskeresztjével díszíttetett fel. 1862-66-ban mint a pesti központi papnevelő kormányzója működött. 1868. július 19-én püspökké szenteltetett és esztergomi érseki helynök lett. A káptalanban 1865. július 1-jén honti főesperessé, 1870. május 28-án szenttamási, 1871. november 1-jén szentistváni préposttá, 1874. október 3-án őrkanonokká és 1881. november 6-án éneklőkanonokká lépett elő. Fölszenteltetése napján 4000 forint alapítványt tett; papságának 50. évfordulóján 3500 forintot tett le a szegények javára. 1867. február 4-től 1884. március 29-ig adakozásairól írt naplójából kitűnik, hogy 17 év alatt szűkölködők felsegélyezésére 50 003 forintot, intézetekre, templomokra, nevelőintézetekre stb. 39 461 forintot áldozott. Végrendeletében 83 000 forintnyi vagyonát a segélyalapra, szegény egyházakra és iskolamesterek felsegélyezésére hagyta.
Cikkeket írt többnyire névtelenül a Religio és Nevelésbe (1833-45., 1848.); a Magyar Sionba (1863. Illyés István, 1864. XVI. századbeli napló, 1865. Visszaemlékezés Szölgyénre).

## Művei
- Oratio academica, ...occasione solemnis inaugurationis antiquissimi seminarii S. Stephani R. H. Strigonii, 1850.
- Az ó- és ujszövetségi szentírás kétszáz képpel. Pest, 1851. két kötet.
- Egyházi beszéd sz. István első apostoli magyar király ünnepén Budán. Pest, 1863.
- Breves notitiae de sacris exercitiis et missionibus popularibus. Strigonii, év n.

### Kéziratban
- Memoria Praepositorum et Canonicorum Ecclesiae Metropolitanae Strigoniensis. (Az esztergomi főegyh. káptalan tulajdona, melyet az életrajzírók »Szabó-kézirat« név alatt felhasználtak).